# Ranunculus eichleranus
Ranunculus eichleranus är en ranunkelväxtart som beskrevs av Briggs. Ranunculus eichleranus ingår i släktet ranunkler, och familjen ranunkelväxter. Inga underarter finns listade i Catalogue of Life.